# Callanetics
Callanetics ist ein von Callan Pinckney in den frühen 1980er Jahren entworfenes Gymnastik-Programm, das vor allem die Tiefenmuskulatur stärken soll. Durch sanfte, wiederholte Bewegungen sollen die Muskeln gestärkt und der gesamte Körper gestrafft werden, ohne Muskelpakete aufzubauen oder die Wirbelsäule zu belasten.
Pinckney beabsichtigt mit den Übungen ein effektives Muskeltraining mit entspannenden Bewegungen und Übungen.
Diese Bewegungsform stellt eine Mischung aus Ballett, Gymnastik und Yoga dar. Sie zielt auf Muskelaufbau und Erhöhung der Dehnungsfähigkeit.